# Terremoto del rift del valle del Jordán de 1033
El terremoto del rift del valle del Jordán de 1033 fue un terremoto que golpeó el rift del valle del Jordán el 5 de diciembre de 1033 y causó una devastación extrema en la región de Levante. Fue parte de una secuencia de cuatro fuertes terremotos en la región entre 1033 d. C. y 1035 d. C. Los académicos han estimado que la magnitud de momento es superior a 7,0 y evaluaron la intensidad de Mercalli modificada a X. Desencadenó un tsunami a lo largo de la costa mediterránea, causando daños y muertes. Al menos 70.000 personas murieron en el desastre.

## Entorno tectónico
En los últimos 2000 años de la historia humana, los terremotos documentados se han asociado con el Sistema de fallas transformantes del Mar Muerto de 1100 km de largo, un límite transformante lateral izquierdo. Desde principios del Mioceno, el sistema de fallas ha representado entre 110 km y 70 a 80 km de desplazamiento lateral izquierdo entre las placas africana y arábiga. Si bien el deslizamiento de rumbo lateral izquierdo es dominante, la falla también muestra características de falla normal y de empuje. La falla muestra tasas de deslizamiento variables en sus segmentos, de 2 a 10 mm por año. La falla del Valle del Jordán forma parte del sistema más grande de fallas que se conoce colectivamente como la Transformación del Mar Muerto. Este segmento tiene 110 km de largo y tiene una tendencia norte-sur; comenzando en el Mar Muerto y terminando en el Mar de Galilea.

## Terremoto
Se cree que el terremoto rompió todo el segmento de la falla del valle del Jordán, según los informes de graves daños informados desde el Mar Muerto hasta el Mar de Galilea. El registro histórico también mostró que el patrón de daño fue similar a otro terremoto en el año 749. Tanto el terremoto del 749 como el del 1033 rompieron las fallas del valle del Jordán con magnitudes superiores a 7.0. Se cree que los terremotos anteriores en el 31 y el 363 fueron causados por la ruptura del mismo segmento. Los estudios paleosismológicos cerca de Jericó y el Mar de Galilea revelaron evidencia de rupturas superficiales. Evidente en las capas sedimentarias también hay signos de sedimentos perturbados que se cree que fueron causados por el terremoto.
Se han realizado pocas investigaciones para estimar la magnitud del terremoto y existe una gran discrepancia en el rango de magnitudes. Un estudio de 2004 realizado por Migowski y otros estimó la magnitud en 7,1, basándose en los estudios de capas sedimentarias perturbadas. Los documentos más antiguos también colocaron la magnitud tan baja como 6,0 a 6,7. Sin embargo, la mayoría de los estudiosos están de acuerdo con un rango de magnitud de 6,7 a 7,1. Los catálogos de magnitud de terremotos preparados por investigadores también han sido examinados y se ha cuestionado su confiabilidad y credibilidad. El Instituto Nacional de Geofísica y Vulcanología de Italia colocó la magnitud de la energía en 7,3, y un catálogo reciente revaluó el terremoto a una magnitud de momento de 7,3.

## Devastación
Se informaron daños graves en una tendencia norte-sur durante 190 km desde el Mar Muerto hasta el Mar de Galilea. Un tercio de la ciudad de Ramla fue destruida. La mitad de Nablus fue destruida y 300 residentes murieron. El paisaje alrededor de la ciudad también fue devastado. Acre experimentó grandes daños y un alto número de muertos. Las ciudades de Nablus, Baniyas y Jericó también sufrieron la mayor destrucción. Un deslizamiento de tierra sepultó al-Badan, un pueblo, matando a todos sus residentes y ganado. Los deslizamientos de tierra también destruyeron otros pueblos y mataron a la mayor parte de su población. Banias fue parcialmente destruido. En Siria, pueblos enteros fueron "tragados" por la tierra, causando muertes. En Gaza, se derrumbó una mezquita y los minaretes circundantes. Un faro en la ciudad sufrió graves daños. También llegaron informes de daños graves desde Ashkelon. Se informó de daños en lugares tan lejanos como Egipto. Sahil A. Alsinawi y otros informaron un número de muertos de 70.000.
Partes de las Murallas de Jerusalén se derrumbaron y muchas iglesias sufrieron daños. Un lado del Monte del Templo y el mihrab Daud, ubicado cerca de la Puerta de Jaffa, colapsaron. Toda la sección sur de las murallas de la ciudad que encerraba el monte Sion sobre el valle de Kidron, que fueron construidas por Aelia Eudocia, fueron abandonadas por el califa fatimí Al-Zahir li-i'zaz Din Allah, quien estableció importantes proyectos de restauración que duraron desde 1034 hasta 1038. Se cree que es el proyecto de restauración más grande en la historia de la ciudad. La Cúpula de la Roca se reforzó con vigas de madera para fortalecer la estructura. Se agregaron vigas de madera y mosaicos a la mezquita de al-Aqsa. Los Establos de Salomón y la mezquita al-Aqsa se encuentran entre las estructuras que se restauraron.
El Palacio de Hisham fue destruido. Anteriormente se pensaba que el palacio fue destruido durante el terremoto de 749 dC, pero la intensidad relativamente baja sugiere que no fue el terremoto responsable. Los estudios académicos notaron alineaciones de fracturas en el piso de la ruina. Había evidencia de fallas de columnas y paredes. También se encontraron fallas geológicas en el área excavada, las ruinas presentaban hasta 10 cm de fallas laterales izquierdas. Los restos humanos descubiertos bajo los escombros de un arco derrumbado posiblemente fueron causados por el terremoto. La intensidad de Mercalli modificada en el palacio se asignó de IX a X. Es posible que el sitio del palacio fuera abandonado después del terremoto y ocupado algún tiempo después.
Un tsunami golpeó la ciudad costera de Acre, Israel. Se informó que el puerto de la ciudad se secó durante una hora y llegó una gran ola. También se reportaron olas a lo largo de la costa del Líbano. El sismólogo griego Nicholas Ambraseys informó que el tsunami no causó daños ni víctimas, pero se cree que esto es una confusión con el terremoto de 1068. Se informó de destrucción en Acre debido al tsunami. Las personas que recorrieron el lecho marino expuesto se ahogaron cuando llegaron las olas. Los choques adicionales en abril o mayo de 1035 causaron más daños y podrían estar asociados con tsunamis.

## Amenaza futura
El evento de 1033 fue el último gran terremoto en la falla del valle del Jordán. Dado que la tasa de deslizamiento estimada es de 4,9 ± 0,2 mm por año, se han acumulado aproximadamente 5 metros de deslizamiento potencial. Un deslizamiento estimado de 3,5 a 5 metros podría producirse durante un futuro terremoto a lo largo de un área de falla de 110 km × 20 km. Tal evento sugeriría un terremoto de 7.4, representando una gran amenaza sísmica para la región.
A finales de 2020, investigadores de la Universidad de Tel Aviv dijeron que se espera que ocurra un terremoto de magnitud 6.5 en el área, lo que provocará muchas muertes. Los investigadores también afirmaron que la frecuencia de grandes terremotos en la región está significativamente subestimada. Estudios previos sugirieron un intervalo de recurrencia de 10.000 años para terremotos de magnitud 7,5, pero los investigadores dijeron que la cifra era de 1.300 a 1.400 años. Yosef Shapira, el entonces Contralor del Estado de Israel, dijo que un gran terremoto en Israel podría matar hasta 7.000 personas si no se cumplen las recomendaciones de seguridad. Los informes de los años 2001, 2004 y 2011 encontraron que el gobierno israelí no financió ningún trabajo de modernización de la construcción antigua. Aunque el gobierno dijo en 2008 que modernizaría hospitales y escuelas, no se realizaron cambios importantes.